# دولت سومالی‌لند
دولت جمهوری سومالی‌لند 
(به سومالیایی: Dowladda Somaliland یا Xukuumada Somaliland) (به عربی: حكومة صومالیلاند) دولت مرکزی سومالی‌لند است. دولت سومالی‌لند از شاخه‌های مقننه، مجریه و قضایی تشکیل شده است که هر یک مستقل از سایرین عمل می‌کنند. دولت تحت چارچوب تعیین شده توسط قانون اساسی سومالی لند، مصوب ۲۰۰۱ اداره می‌شود. این یک کشور واحد است. مقر دولت در هرجیسا، پایتخت سومالی‌لند واقع شده است.
اگرچه سومالی‌لند دارای واحد پول، نیروهای مسلح، پلیس، گذرنامه، ویزا و سابقه استقلال خود به عنوان ایالت سومالی‌لند از بریتانیا است، هیچ کشوری آن را به رسمیت نمی‌شناسد.